# Цапок, Сергей Викторович
Серге́й Ви́кторович Цапо́к (6 апреля 1976, Кущёвский район, Краснодарский край — 7 июля 2014, Краснодар) — российский криминальный авторитет, лидер Цапковской организованной преступной группировки в России, осуждённый к пожизненному заключению за организацию массового убийства и двух других расследованных убийств в Кущёвском районе Краснодарского края, кандидат социологических наук (степени лишён), депутат Совета муниципального образования Кущёвский район.

## Биография
Родился 6 апреля 1976 года в Кущёвском районе Краснодарского края.
В середине 1980-х годов отец Сергея Виктор Цапок вместе со своим братом Николаем, известным и опытным каталой, занялись более легальным бизнесом — скупкой мяса в совхозах, а с началом перестройки в 1986 году открыли полностью легальный кооператив по производству отделочных материалов — молдингов. После распада СССР братья Цапки организовали преступную группировку, начавшую заниматься рэкетом в Кущёвском районе Краснодарского края. Вскоре они отошли от активного руководства созданной ими структурой, и её лидером стал старший брат Сергея Цапка Николай, носивший кличку Коля Сумасшедший. В 1990-е годы «цапковская» ОПГ связывалась с многочисленными грабежами, убийствами и сотнями только зарегистрированных изнасилований, в том числе несовершеннолетних, в Кущёвском районе. Преступления сходили с рук благодаря связям в руководстве местных правоохранительных органов и наличию у членов структуры справок из психдиспансера о том, что «они люди больные и не отдающие себе отчёт». Участники структуры отличались жестокостью. Среди более чем двухсот членов структуры действовали суровые правила: хотя многие пили и курили, но официально, по крайней мере, на собраниях были запрещены курение и алкоголь, каждый день требовалось посещать спортивный зал.
Мать Надежда Цапок стала генеральным директором семейной фирмы ООО «Артекс-Агро», основанной на полях разорившегося совхоза «Степнянский». Отмечалось, что фирма пользовалась «невероятной государственной поддержкой»: к 2011 году ООО получило более 8 миллиардов рублей по кредитам и национальной программе «Развитие АПК». Сергей Цапок женился на мулатке, отец которой — кубинец. У Сергея и Анжелы Марии двое детей: сын Артем и дочь Анастасия. Зарегистрировано только отцовство их общих с Анжелой Марией детей, а брак в ЗАГС зарегистрирован не был, жена взяла себе его фамилию, когда в 2005 году получила гражданство России. В 1997 году Цапок заключил и законный брак с другой женщиной. В 1999 году Сергей окончил Ростовский государственный университет с квалификацией «менеджер»; в 2002 году стал руководителем сельскохозяйственной компании ООО «Артекс».
К тому времени он уже имел одну судимость: был условно осуждён по статье 144 части 2 УК РФ (воспрепятствование законной профессиональной деятельности журналистов с использованием служебного положения). Подробностей этого дела в прессе не публиковалось. По данным избирательной комиссии Краснодарского края на 2010 год, неснятых или непогашенных судимостей у Цапка не было. Жил вплоть до ареста в ноябре 2010 года не в Кущёвском районе, а рядом, в посёлке Ключевой Крыловского района. Возглавил преступную группировку «цапковских» после того, как его брат Николай был в 2002 году убит.
В конце 2004 года выиграл выборы по ОИК № 19 (Раздольненский) в Совет муниципального образования «Кущёвский район». Возглавил комиссию по бюджету. В документах значился самовыдвиженцем и заместителем генерального директора ООО «Артекс-Агро». В 2010 году также принимал участие в выборах по тому же округу, занял второе место, уступив самовыдвиженцу Сергею Цеповязу, который в документах значился заместителем директора ООО «Артекс-Агро». По сведениям ряда СМИ, Сергей Цапок или человек, очень похожий на него, в 2008 году присутствовал в Москве на церемонии инаугурации президента РФ Дмитрия Медведева. Член президиума оппозиционного движения «Солидарность» Илья Яшин заявлял, что Цапок был членом партии «Единая Россия». Оба утверждения представители «Единой России» опровергали.
В 2009 году Цапок основал охранную фирму «Центурион Плюс». В том же году в ЮФУ, где являлся старшим научным сотрудником Педагогического института, защитил диссертацию на соискание учёной степени кандидата социологических наук по теме «Социокультурные особенности образа жизни и ценности современного сельского жителя». Его научным руководителем был доктор социологических наук, профессор В. Г. Ильин, официальные оппоненты — доктор социологических наук, профессор Т. А. Марченко и доктор социологических наук, профессор Е. М. Харитонов. Все восемнадцать членов совета — шестнадцать профессоров и два доцента, — с ученой степенью доктора наук (социологических, педагогических, философских), в том числе профессор И. И. Камынин, проголосовали за присуждение искомой степени кандидата социологических наук. Ведущая организация — Ставропольский государственный университет.
Решением Президиума ВАК в мае 2011 года был лишен присуждённой ранее учёной степени.
15 ноября 2010 года Цапок был задержан в Ростове-на-Дону, в 80 км от станицы Кущёвская, по подозрению в организации массового убийства в Кущёвском районе. По результатам судебно-психиатрической экспертизы признан вменяемым и ответственным за свои действия.

## Преступная деятельность
Преступная группировка, основанная дядей Сергея Николаем Цапком и отцом Сергея Виктором, действовала в станице Кущёвской с начала 1990-х годов. Её члены занимались преимущественно рэкетом, грабежами, изнасилованиями и другими преступлениями. В 1998 году в банде насчитывалось примерно 70 человек. Тем не менее, в 90-х годах её преступная деятельность не получила большего масштаба благодаря начальнику местного отдела внутренних дел Павлу Корниенко.
В начале 2000-х годов сменилось руководство ОВД, новым начальником Кущёвского РОВД стал Владимир Финько, с которым Цапки быстро установили связи. По словам Павла Корниенко, уже в первые недели они подогнали ему новый «Мерседес», впоследствии доходило до того, что они могли в любой момент прийти к Финько, а затем он стал получать «вторую зарплату» из общака и даже не скрывал этого. Одной из громких акций Цапков было доведение до искусственного банкротства совхоза «Степнянский» и взятие его под свой контроль. Пытавшийся добиться пересмотра раздела совхоза глава района Борис Москвич был убит в январе 2002 года во дворе здания районной администрации. Преступление не раскрыто до сих пор. По факту нарушений, связанных с совхозом «Степнянский», местными жителями было направлено обращение, из Краснодара для проверки выехала специальная комиссия. Однако незадолго до её приезда в конторе совхоза произошёл пожар, уничтоживший всю документацию.
Весной 2002 года Николай Цапок избил в бильярдной двух сотрудников УСБ ГУВД Краснодарского края, в результате чего те получили серьёзные травмы. Николай Цапок был задержан, однако затем был выпущен из-за справки о психическом расстройстве.
Предприниматель Дмитрий Веселов обвинил цапковских в совместной деятельности с известным генералом-депутатом. Частью деятельности ОПГ «цапковских» было запугивание людей, посмевших спорить с правоохранительными органами: цапковские предупреждали, что уничтожат их вместе с семьями, друзьями и свидетелями, чтобы некому было жаловаться.
Как сказал губернатор Краснодарского края Александр Ткачёв в речи на заседании законодательного собрания края 24 ноября 2010 года, такие, как цапковские, присутствуют повсеместно и в крае, и по всей России. «Такие банды, бандочки, криминал, в той или иной степени, присутствуют везде. И правоохранительные органы, чиновники разных мастей поддерживают их. И ниточки этой поддержки могут идти, в том числе, и на краевой уровень. Поддержка эта, мы понимаем, не делалась без экономического интереса».

## Участие в массовом убийстве в станице Кущёвская
Массовое убийство в станице Кущёвской — убийство 12 человек (в том числе четырёх детей), произошедшее 4 ноября 2010 года в станице Кущёвской Краснодарского края и совершённое, по результатам расследования, членами ОПГ «Цапковские».
По признанию лидера ОПГ «Цапковские» Сергея Цапка, в совершении преступления участвовали сам Цапок, Владимир Алексеев («Беспредел»), Андрей Быков, Сергей Карпенко («Рис-младший»), Вячеслав Рябцев («Буба») и Игорь Черных («Амур»).
Выходя из дома, бандиты заметили убегающего 14-летнего Павла Касьянова. Его мать, соседка Аметовых, была у них в гостях, и подросток решил её поторопить — время было позднее. Быков выстрелил мальчику в спину и отволок в дом. Затем убийцы как ни в чём не бывало отправились в местное кафе «Малинки».

## Следствие и суд
18 октября 2011 года лидера ОПГ «Цапковские» Сергея Цапка и члена ОПГ Владимира Алексеева (Вова Беспредел) привезли в станицу Кущёвскую из СИЗО Владикавказа для проведения следственного эксперимента.
18 августа 2011 года мать Сергея Цапка, Надежда Цапок, была осуждена за мошенничество. Приговор был обжалован. Цапок-старшая обвинялась в том, что будучи учредителем ОАО «Артекс-Агро», она получила бюджетные субсидии в сумме 15 миллионов рублей. В начале августа 2013 года суд отменил приговор и направил дело на новое рассмотрение. 15 ноября 2013 года Кущёвский районный суд приговорил Надежду Цапок к трём годам лишения свободы с отбыванием в колонии общего режима и штрафу в размере 500 тысяч рублей. 17 декабря 2014 года Кущёвский суд за мошеннические операции с землёй на сумму в 19 млн руб. приговорил Надежду Цапок к 6 годам и 6 месяцам лишения свободы с учётом части не отбытого по предыдущему делу срока лишения свободы, а также штрафу в 500 тысяч рублей.
Присяжные 8 ноября вынесли банде вердикт: «все подсудимые виновны и не заслуживают снисхождения», и 19 ноября 2013 года Краснодарский краевой суд приговорил Сергея Цапка и двух его сообщников — Владимира Алексеева и Игоря Черных — к пожизненному лишению свободы. 4 июля 2014 года Игорь Черных покончил жизнь самоубийством в камере следственного изолятора, повесившись на полотенце. Ещё два участника банды — Сергей Карпенко и Виталий Иванов — покончили с собой ещё в ходе предварительного следствия в 2011 году.
Жена Сергея Цапка, Анжела-Мария Цапок, в 2011 году была осуждена по делу о взятке сотруднику ГИБДД и оштрафована на 75 тыс. рублей. После начала расследования заявила, что никогда не состояла в браке с Цапком и давно не живёт с ним вместе. При этом она владела бизнесом в Кущёвской, фермеры обвиняли её в захвате земель, а на её счетах обнаружили $6 млн. По данным Фонда борьбы с коррупцией и открытым данным из ЕГРЮЛ РФ Анжела-Мария владела ООО «Сахар Кубани» (ОГРН: 1082340000555) вместе с бывшей женой заместителя Генерального прокурора Геннадия Лопатина Ольгой, женой сообщника Цапка Вячеслава Цеповяза Натальей и Надеждой Староверовой, женой бывшего управляющего делами Генеральной прокуратуры РФ Алексея Староверова, в доме которого были обнаружены участники убившей 14 человек банды «ГТА». По сведениям «Известий», накануне смерти Сергея Цапка в СИЗО Анжела-Мария спешно продала принадлежавшую ей фирму «Юг Агротехника» за бесценок.

## Смерть
Сергей Цапок умер 7 июля 2014 года в СИЗО Краснодара. Причиной смерти стали инсульт и острая сердечная недостаточность. Прокуратура разрешила участвовать в опознании тела Цапка родственникам жертв массового убийства. Инициативная группа жителей Кущёвской, среди них — сын фермера Аметова Джалиль, опознал в представленном теле главаря банды, факт его смерти подтвердила дактилоскопическая экспертиза. Тело кремировано в Волгограде, останки захоронены в неизвестном месте.

## Научные публикации
- Цапок С. В. Социокультурные особенности образа жизни и ценности современного сельского жителя / автореферат дис. ... кандидата социологических наук : 22.00.06. — Ростов н/Д.: Юж. федер. ун-т, 2009. — 27 с.
- Цапок С. В. Проблема социальных и социокультурных функций сельского хозяйства // Известия вузов. Северо-Кавказский регион. Общественные науки. — Спецвыпуск «Актуальные проблемы социальных и гуманитарных наук». — Ростов н/Д, 2009.
- Цапок С. В. Сельский социум как предмет социологии культуры // . — Ростов н/Д:, 2008.
- Цапок С. В. Социальные проблемы кадрового обеспечения сельскохозяйственного производства: роль профессионального образования // Известия ЮФУ. Педагогические науки № 2009 г. 11.
- Цапок С. В. Социокультурные аспекты анализа сельского сообщества // Известия АМИ Международная славянская академия образования им. Я. А. Каменского. Пед. институт ЮФУ, Академия молодых исследователей. № 3/ 2009.
- Цапок С. В. Базовые ценности и образ жизни российского сельского сообщества //. — Ростов н/Д: ИПО ПИ ЮФУ, 2009.
- Цапок С. В. Сельская поселенческая общность // Актуальные проблемы современных гуманитарных наук. — Ростов н/Д, 2009.